# Leioproctus apicalis
Leioproctus apicalis är en biart som först beskrevs av Cockerell 1921.  Leioproctus apicalis ingår i släktet Leioproctus och familjen korttungebin. Inga underarter finns listade i Catalogue of Life.